# Galium aparinoides
Galium aparinoides là một loài thực vật có hoa trong họ Thiến thảo. Loài này được Forssk. mô tả khoa học đầu tiên năm 1775.